# Einer wie Bruno
Einer wie Bruno ist ein deutscher Spielfilm unter der Regie von Anja Jacobs. Der Film feierte am 2. November 2011 seine Premiere als Eröffnungsfilm bei den Biberacher Filmfestspielen und kam am 12. April 2012 in die deutschen Kinos. Der Spielfilm ist zudem das Kinodebüt der Regisseurin Anja Jacobs. In der Produktionsphase trug der Film den Titel Babydaddy.

## Handlung
Die dreizehnjährige Radost lebt allein mit ihrem Vater Bruno zusammen. Ihre Mutter ist schon vor langer Zeit verstorben. Radosts Vater hat eine angeborene Intelligenzschwäche und geistige Behinderung, was ihn im Alltag mehr zu einem Spielkameraden als zu einem Erziehungsberechtigten
macht. Dennoch ergänzen sich die beiden gut und können mit einstudierten Tricks das Jugendamt auf Distanz halten. So tüfteln Radost und Bruno wieder einmal eine Finte aus, mit der sie die strenge Frau Corazon vom Jugendamt an der Nase herumführen können. Tochter und Vater üben gemeinsam, damit Bruno wenigstens für die Dauer des Kaffeebesuchs der Sozialarbeiterin wie ein ernsthafter Vater wirkt. Aber im Grunde benötigen Bruno und Radost keine nennenswerte Hilfe von außen, denn Bruno hat eine Arbeitsstelle in einem Supermarkt, wo er die Regale mit Waren bestückt, und Radost, die in ihrer Klasse wegen ihrer familiären Situation sehr zurückhaltend agiert, besucht das Gymnasium und ist eine sehr gute Schülerin. Nur ihren Lehrern ist ihre etwas ungewöhnliche Familienkonstellation bekannt. Radosts Mitschüler dagegen haben keine Ahnung von ihrem geistig behinderten Vater Bruno, was nach ihrem Wunsch auch so bleiben soll.
Doch mit Radosts beginnender Pubertät offenbaren sich die ersten schweren Probleme. Sie wünscht sich mehr Freiraum und will nicht mehr ständig die Zeit mit ihrem Vater Bruno verbringen, z. B. Zoobesuche machen oder Tiere-Raten spielen. Radost möchte lieber Musik hören, Fotografieren und ihren eigenen Gedanken nachhängen – auch denen an Benny Schmidtbauer, der neu in ihre Klasse gekommen ist. Der Hobbygitarrist träumt von einer Karriere als Musiker und ist nicht nur deswegen sofort von den Mädchen der Klasse umringt. Radost mit ihren nicht ganz so modischen Klamotten und dem uncoolen Auftreten hat es schwer, überhaupt nur die Aufmerksamkeit des Mädchenschwarms zu erringen. Doch sie ist gut in Mathe und Benny nicht. So vermittelt ihr Klassenlehrer Radost einen Nachhilfe-Job bei Benny. Am Nachmittag bei ihm, in dem modernen und kultivierten Haus seiner Eltern, frei von allen Gedanken und Sorgen um ihren Vater Bruno, entdeckt Radost, wie unbeschwert und leicht sich das Leben ihrer Klassenkameraden anfühlen muss. Das Mädchen beginnt sich auf die Nachhilfestunden am Nachmittag zu freuen, auch wenn Benny in ihr bis dahin nur die Mitschülerin sieht.
Gleichzeitig verschlechtert sich das Verhältnis zwischen Bruno und Radost immer mehr, was beide belastet. Nur zeigen mag es keiner. Bruno vertraut sich mit diesen Sorgen seinem Chef an, der Verständnis für ihn aufbringt. Der Supermarktchef erklärt ihm freundlich, dass es eine Zeit gäbe, wo sich Eltern und Kinder über einen gewissen Zeitraum nicht mehr sonderlich gut verstehen würden, das läge einfach an den Hormonen und der Pubertät. Bruno ist nach diesem Gespräch erst einmal wieder etwas beruhigt. Instinktiv spürt er die Wandlung, die seine Tochter Radost gerade durchlebt. Mit seinem kindlichen Gemüt kann er sich aber nicht wirklich auf die neue, ungewohnte Situation einstellen und versucht mit aller Macht, weiterhin seine bisherige Rolle in Radosts Leben zu behaupten. Mit jedem Einfall, mag er noch so lieb gemeint sein, wächst die Kluft zwischen seiner immer erwachsener werdenden Tochter und dem stets gleich kindlich bleibenden Mann. Wirklich verfahren wird die ganze Situation aber erst, als Benny eines Tages plötzlich vor Radosts Wohnungstür steht. Ihr Vater ist begeistert, endlich einmal einen Freund seiner Tochter kennenzulernen und beginnt sofort, den Gast in sein Lieblingsspiel einzuweihen. Benny soll Tiernamen erraten, dabei läuft Bruno zu großer Form auf, was Radost sehr peinlich ist. Am nächsten Morgen bittet sie ihn verzweifelt um Stillschweigen.
Kurze Zeit später bricht die Klasse zu einem mehrtägigen Ausflug ins Landschulheim auf. Es ist das erste Mal, dass Vater und Tochter so lange voneinander getrennt sind. Während Radost auch die verregneten Wanderungen noch schön findet und im Gegensatz zu ihren Mitschülern allem etwas Positives abgewinnen kann, bricht bei Bruno zu Hause das Chaos aus. Anfangs hält er sich noch an die Abmachung, sitzt abends vor dem Fernseher und langweilt sich dem Ende des Schullandheim-Aufenthalts entgegen. Dann kommt Bruno die Idee, seine Tochter einfach zu besuchen. Er steigt in den nächsten Bus und fährt zu ihr. Radost ist davon allerdings wenig begeistert. Unter keinen Umständen sollen ihre Mitschüler, die gerade langsam zu Freunden werden, ihren Vater sehen. Sie zwingt Bruno wieder in den Bus zu steigen und heimzufahren.
Nachdem Radost wieder zu Hause ist, kommt es zum großen Krach. Je mehr sich Vater und Tochter voneinander entfernen, umso enger wird die Beziehung zwischen Radost und Benny. Doch der erste Kuss gerät, dank Brunos Auftritt, zu einem echten Eklat. Das Verhältnis zwischen Bruno und Radost scheint endgültig zerstört. Das Mädchen ruft sogar selbst Frau Corazon vom Jugendamt an und klagt, dass sie keine Lust mehr habe auf ihre Familiensituation und nicht mehr die Erwachsene in dieser Beziehung sein wolle. Zudem hat Benny kein Stillschweigen bewahrt und die Annäherung zu Radost dazu benutzt, ihre Lebenssituation mit ihrem Vater in ein Lied namens „Babydaddy“ zu verpacken, das er mit seiner Band bei einem Live-Konzert vorträgt. Dazu werden Fotoaufnahmen von Radosts Vater an die Wand projiziert. Die anwesende und betrunkene Radost unterbricht die Darbietung und verlässt wütend, enttäuscht und sich von Benny hintergangen fühlend das Konzert. Allerdings schafft es Bruno in dieser Situation mit seinem kindlichen Charme, seine Tochter wieder zu besänftigen. Es kommt zur Versöhnung zwischen beiden und Radost akzeptiert ihre ungewöhnliche Familiensituation und ihre damit verbundene Verantwortung gegenüber ihrem Vater.

## Kritiken
„‚Daß der Zuschauer trotz des schweren Themas lachen und weinen kann‘, wünscht sich Regisseurin Jacobs. Einer wie Bruno bedient beides, jedoch angemessen, nicht im Übermaß. Das große Kreischen drängt sich so wenig auf wie das existentielle Drama. Trotzdem unterhält es – ganz normal irgendwie. Schließlich repräsentiert Bruno ca. 2–10 % der Bevölkerung – oder je nach Standpunkt auch mehr.“

„Mit Leichtigkeit und Humor erzählt Anja Jacobs in ihrem Spielfilm nach einem Buch von Marc O. Seng, eine Geschichte von der Liebe, vom Erwachsenwerden und Loslassen. ‚Einer wie Bruno‘ ist nicht immer ‚großes Kino‘, war er doch anfangs als ‚Kleines Fernsehspiel‘ konzipiert. Und doch hat er nachhaltig eine anrührende Kraft.
Schauspieler Christian Ulmen, 37, setzt hier eine Reihe von Rollen fort, die er mit seiner selbst geschaffenen Figur Uwe Wöllner und in der Serie Mein neuer Freund ins Leben rief: den anstrengenden, zurückgebliebenen Kind-Mann, der die Schwelle zum Erwachsenwerden nicht überschreiten will oder kann.“

„Es ist Ansichtssache, ob Ulmen mit seinem Spiel dem Verhalten eines Erwachsenen mit Intelligenzschwäche gerecht wird. Zweifelsohne demonstriert er mit seiner Rolle des zwischen liebenswertem Kind und trotzigem Chaoten schwankenden geistig Behinderten wieder einmal eindrucksvoll seine Wandlungsfähigkeit, neigt dabei aber zu oft zu mimischen und sprachlichen Übertreibungen. So erreicht der Film stellenweise die ulkige Dimension der bereits erwähnten Serie Mein neuer Freund, die in diesem Kontext jedoch unangebracht ist. Etwas weniger hätte es auch getan. Ein angenehmer Kontrapunkt dazu ist Lola Dockhorn, die in ihrer ersten Hauptrolle als schüchterne und sensible Radost sehr sympathisch rüberkommt.
Regisseurin Anja Jacobs versteht es, beim Erzählen der Geschichte vom Erwachsenwerden mit vertauschten Rollen den richtigen Ton anzuschlagen. ‚Einer wie Bruno‘ ist weder ein Problemfilm zum Schluchzen noch auf schnelle Lacher aus, sondern ein einfühlsames Jugenddrama – leider aber auch ohne Ecken und Kanten. Durch die starre Dramaturgie bleibt die Handlung zu großen Teilen vorhersehbar und offenbart zudem die eine oder andere logische Ungereimtheit. Was bleibt, ist eine durchaus unterhaltsame Tragikomödie, die man sich aber genauso gut zu Hause auf der Couch ansehen kann.“

Die Deutsche Film- und Medienbewertung FBW in Wiesbaden verlieh dem Film das Prädikat wertvoll.